# Reshma Shetty
Reshma Shetty (Manchester, 2 november 1977) is een Britse/Amerikaanse actrice.

## Biografie
Shetty werd geboren in Manchester bij hindoeïstische Indiase ouders, en groeide in zowel Engeland als Richmond (Virginia) op. Zij begon met studeren in geneeskunde aan de James Madison University in Harrisonburg (Virginia), maar wisselde van studie naar opera en studeerde hierin af met een bachelor of arts. Hierna studeerde zij af met een master in muziek aan de University of Kentucky in Lexington (Kentucky), en hierna studeerde zij in 2005 af aan de Cincinnati College-Conservatory of Music in Cincinnati.
Shetty begon in 2007 met acteren in de film Steam, waarna zij nog meerdere rollen speelde in films en televisieseries. Zij is vooral bekend van haar rol als Divya Katdare in de televisieserie Royal Pains, waar zij in 104 afleveringen speelde (2009-2016). Naast het acteren voor televisie is zij ook actief in het theater, en off-Broadwaytheaters. In 2006 speelde zij eenmaal op Broadway, in de musical Bombay Dreams als Priya. In deze productie leerde zij haar toekomstige echtgenoot acteur Deep Katdare kennen, met wie zij in 2011 trouwde en met wie zij een dochter heeft.

## Filmografie

### Films
- 2022 Jolly Good Christmas - als Anji Patel
- 2012 Delivering the Goods - als Sarah
- 2012 Recalled - als Leela
- 2012 Hated - als Arianna
- 2007 Steam - als Niala

### Televisieseries
Uitgezonderd eenmalige gastrollen.
- 2022 Monarch - als Carineh - 2 afl.
- 2017-2020 Blindspot - als Megan - 5 afl.
- 2018-2019 She-Ra and the Princesses of Power - als Angella (stem) - 13 afl.
- 2019 Instinct - als Maya - 3 afl.
- 2017-2019 OK K.O.! Let's Be Heroes - als Elodie (stem) - 10 afl.
- 2016-2017 Pure Genius - als dr. Talaikha Channarayapatra - 13 afl.
- 2009-2016 Royal Pains - als Divya Katdare - 104 afl.
- 2015 Odd Mom Out - als Rima - 3 afl.
- 2015 Happyish - als Maya - 4 afl.

- International Standard Name Identifier: 0000 0001 2089 1283
- Library of Congress Control Number: no2011085033
- Virtual International Authority File: 171995308
- WorldCat: E39PBJf8vFTck4M4pXJdhm8t8C